# La Première Inquisitrice : La Légende de Magda Searus
La Première Inquisitrice : La Légende de Magda Searus (titre original : The First Confessor: The Legend of Magda Searus) est une préquelle au cycle L'Épée de vérité, série de romans de l'américain Terry Goodkind. Il est paru en 2012 aux États-Unis puis le 29 mars 2013 en France.

## Résumé
Au temps où les Inquisitrices n’existaient pas quand le monde était un sombre et dangereux endroit où la trahison et la traîtrise faisait loi, vint une femme héroïque, Magda Searus, qui venait de perdre son mari et sa façon de vivre.